# Интробьо
Интробьо (итал. Introbio) — коммуна в Италии, располагается в регионе Ломбардия, подчиняется административному центру Лекко.
Население составляет 1605 человек, плотность населения составляет 64 чел./км². Занимает площадь 25 км². Почтовый индекс — 22040. Телефонный код — 0341.
Покровителем коммуны почитается святой Антоний Великий.
Интробио, легко доступное из центра города, представляет собой живописный маршрут примерно в один километр, завершающийся майestätische водопад Troggia. Доступ к этому природному чуду обеспечивается главной тропой, начинающейся неподалеку от объекта Norda.
Водопад, впечатляющий своими мощными 100 метрами, предлагает зрелище исключительной величественности. Его великолепие видно с высокого бельведера, доступного через сложное восхождение по каменистой местности, что добавляет элемент приключения.
Прозрачные воды, питающие этот водопад, берут свое начало из волшебного озера Сассо, расположенного у подножия величественного Пиццо дей Тре Синьори. Блуждая через всю долину Бьяндино, водопад становится живописным притоком реки Пиоверна. В этом контексте водопад Troggia предстает как истинное природное драгоценное камень, бесшовно сочетая в себе пейзаж, геологическую историю и гидрографическую уникальность.